# 全联盟共产党（布尔什维克）中央委员会妇女部
全联盟共产党（布尔什维克）中央委员会妇女部是苏联共产党于1919年建立的妇女组织，由俄国革命家亚历山德拉·米哈伊洛芙娜·柯伦泰和法国女权主义者伊涅萨·阿曼德建立，致力于改善妇女的生活水平，提高识字率，宣传共产党的主张。妇女部还曾参与要求中亚穆斯林妇女摘去面纱、堕胎合法化的活动。1930年，妇女部关闭。

## 部长
- 1919−1920: 伊涅萨·阿曼德
- 1920−1921: 亚历山德拉·柯伦泰
- 1922−1924: 索菲亚·斯米多维奇（英语：Sofia Smidovich）
- 1924−1925: 克拉夫季娅·尼古拉耶娃
- 1925−1930: 亚历山德拉·阿尔秋欣娜